# UDAGAWA BASE
UDAGAWA BASE（ウダガワベース）は、東京都渋谷区宇田川町40番1号にあるサイバーエージェントが所有しているウェブ番組配信・収録兼用のスタジオである。AbemaTowers1階に入居。

## 概要

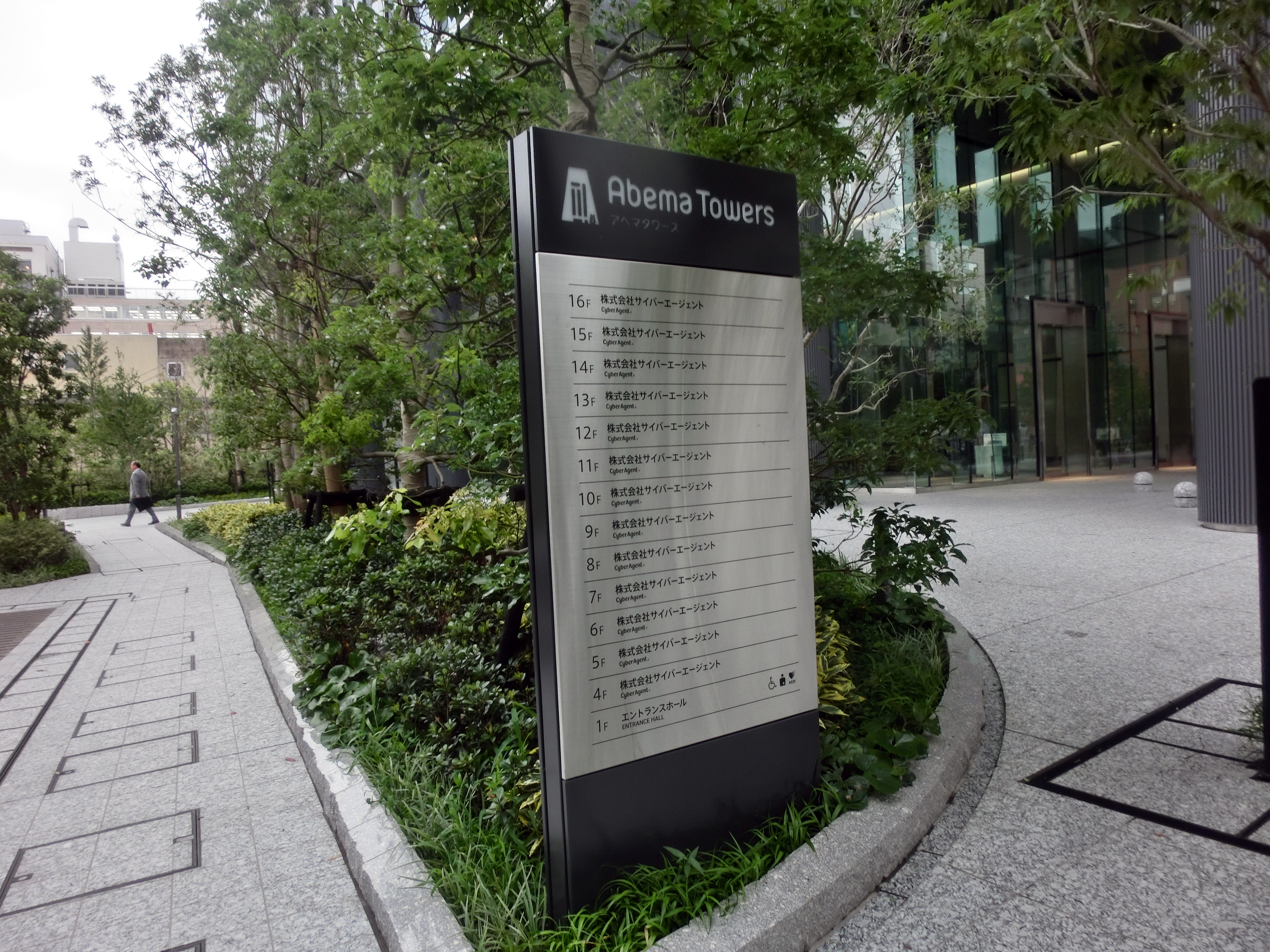
入居表示

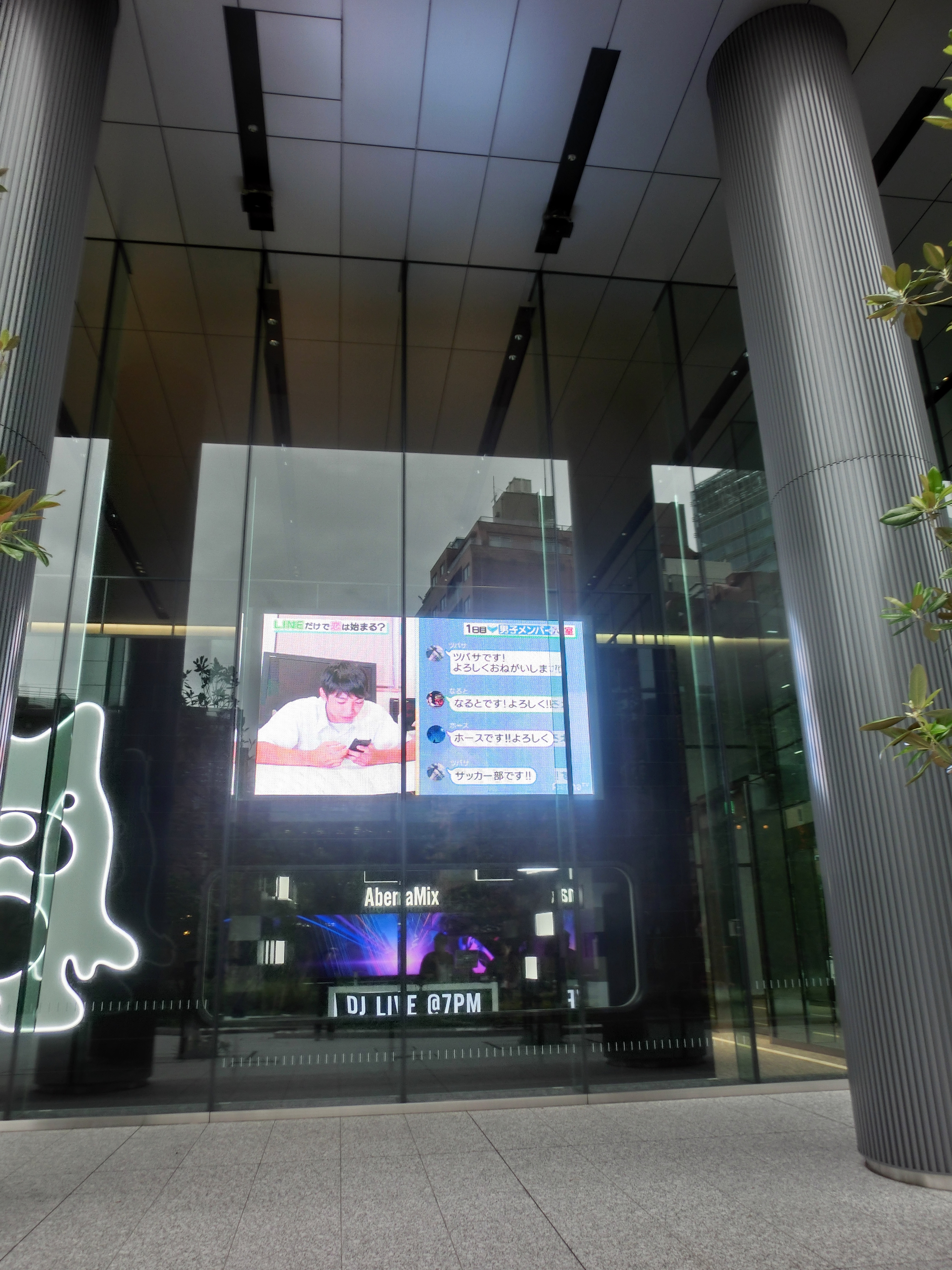
スタジオ部分

サイバーエージェント新社屋・AbemaTowers建設に伴い、1階部分にAbemaTV用スタジオとして新設。2019年4月11日にこけら落としイベントが開かれ、初収録番組『UDAGAWA BASE オープン記念特番』が公開収録された。テープカットを務めたのは番組出演者であるFANTASTICS from EXILE TRIBE。ただし実際には3月29日の『DDTLIVE!マジ卍超 "路上プロレス" in AbemaTowers』にて試合会場のひとつとして使用されている（エントランス部分、植え込みなどスタジオ外も含む）。
2018年10月31日をもって閉鎖されたHARAJUKUAbemaStudioの機能を移築しており、オープンスタジオである点も変わらない。またHARAJUKU同様、外から見てスタジオ上部にあたる2階部分がディスプレイになっており、収録中の番組をそのまま映し出すことが可能。セットチェンジが不可能なため内装が作りこまれていたHARAJUKUAbemaStudioと違い、ベースとなる内装は白で統一されている。
レギュラー番組としては2019年4月以降、Abema表参道スタジオから『AbemaMix』が生配信を開始。
なお当地は渋谷ビデオスタジオ跡地であり、2007年の閉鎖から12年ぶりにテレビ収録スタジオが復活したことになる。

## 収録番組
- UDAGAWA BASEオープン特番
  - UDAGAWA BASEオープン特番FANTASTICS（2019年4月11日）
  - UDAGAWA BASEオープン特番！ラストアイドル（2019年4月17日）
  - UDAGAWA BASEオープン特番！AK-69＆SWAY（2019年4月23日）
  - UDAGAWA BASEオープン特番！今日好き×足立佳奈（2019年4月28日）
  - UDAGAWA BASEオープン特番！BALLISTIK BOYZ（2019年5月1日）
  - UDAGAWA BASEオープン記念特番EXILE SHOKICHI（2019年5月11日）
  - UDAGAWA BASEオープン記念特番ATEEZ 初来日SP（2019年5月14日）
- UDAGAWA BASE生放送特番
  - UDAGAWA BASE生放送特番「鼓動」岡田健史ーファースト写真集発売記念特番（2019年6月15日）
  - UDAGAWA BASE生放送特番大沢櫻子 恋ステ新主題歌お披露目特番 IN 渋谷（2019年7月7日）
  - UDAGAWA BASE生放送特番スウィートパワーガールズ写真集発売記念女子会！〜松風理咲・竹内愛紗・長見玲亜（2019年7月27日）
  - UDAGAWA BASE生放送特番仮面ライダーゼロワンスタート前日特番〜高橋文哉ら新キャストがアベマに生降臨！（2019年8月31日）
  - UDAGAWA BASE生放送特番鈴木愛理ソロ初シングル「Escape」リリース特番〜生放送SPライブ（2019年9月4日）
  - UDAGAWA BASE生放送特番伊藤健太郎&玉城ティナ生出演！映画『惡の華』公開記念SP！（2019年9月14日）
  - SCANDALリリース記念特番（2019年11月13日）
  - E-girls生出演！渋谷UDAGAWA BASEから公開生放送！（2019年12月6日）
- AbemaMix（2019年4月15日[7]‐）
- ひろなかラジオ（2019年7月29日 - 2019年8月28日）
- シンデレラガールズトーク #うだカフェ（2019年11月27日）